# Sietas Typ 169
Der Sietas Typ 169 ist ein Container-Feederschiffstyp der Sietas-Werft in Hamburg-Neuenfelde, von dem im Jahr 2002 fünf Einheiten fertiggestellt wurden.

## Geschichte

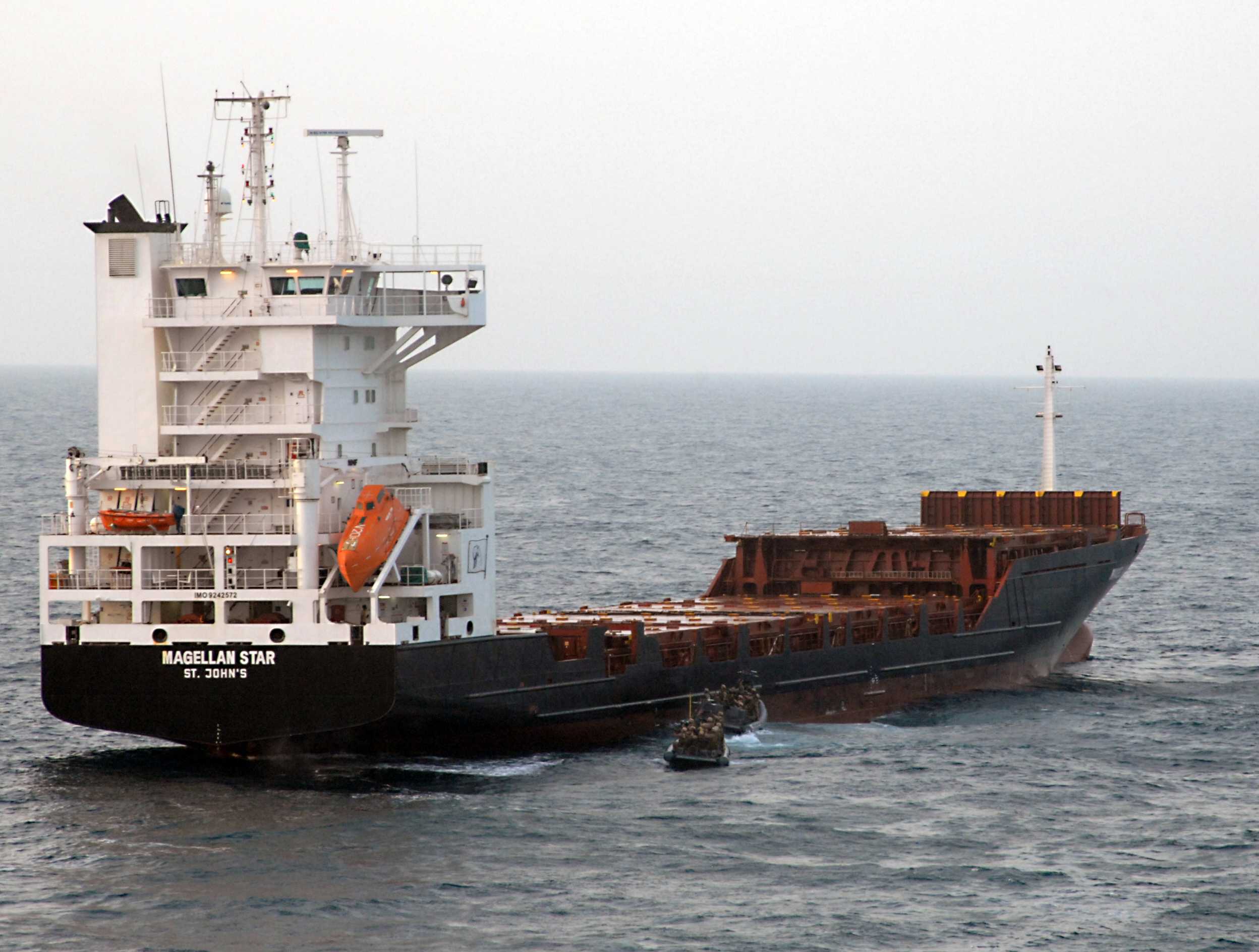
Die am 6. September 2010 gekaperte Magellan Star (ehemals Pioneer Albatros)

Die fünf Schiffe der Baureihe wurden von der Hamburger Quadrant Bereederungsgesellschaft mbH & Co. KG geordert, die seit 2000 ein Tochterunternehmen der zur Dr. Peters Gruppe gehörenden Reederei DS Schiffahrt war. Die Finanzierung der Neubauten erfolgte über Schiffsfonds der HCI Hanseatische Capitalberatungs GmbH.
Die Kiellegung des Typschiffs fand am 5. Dezember 2000 statt. Es lief am 28. März 2002 als Pioneer Albatros vom Stapel und wurde am 11. Mai 2002 mit dem Charternamen Gracechurch Star von der Werft abgeliefert. Die Ablieferungen der vier anderen Neubauten erfolgten vom 8. Juni bis zum 25. September 2002. Alle fünf Einheiten kamen für die Londoner Reederei Gracechurch Container Line in Fahrt, die zur britischen Borchard-Gruppe gehörte. Anfänglich wurden die Schiffe im Liniendienst von Felixstowe nach Zypern und Israel eingesetzt. Nach Ende der Gracechurch-Charter fuhr sie, zum Teil getrennt voneinander, mit neuen Charternamen unter anderem für die britische Borchard Lines sowie für die deutschen Reedereien Magellan Maritime Services und Conmar Shipping.
Drei Schiffe gingen 2012 an die Stader Reederei Foroohari, in deren Flotte die Star Comet (ehemals Pioneer Eagle) verblieben ist (Stand November 2024). Die malaysische Reederei Harbour-Link Marine Services übernahm von 2018 bis 2022 nacheinander drei Typ-169-Schiffe, die sie mit den Namen Harbour Galaxy, Harbour Horizon und Harbour Star auf Feederrouten in Südostasien einsetzt. Die 2018 von der chinesischen Lecang Shipping Enterprise erworbene Boya (ehemals Pioneer Albatros) wurde im August 2024 an die ägyptische Albanyasia Marine Services verkauft und bekam daraufhin den Namen Banyas 2.
Die Magellan Star (ehemals Pioneer Albatros) wurde am 6. September 2010 auf der Reise von Bilbao nach Singapur vor Somalia von Piraten gekapert. Zuvor gelang es der Besatzung, die Maschinen abzuschalten, einen Notruf abzusetzen und in einen Sicherheitsraum zu flüchten. Am Folgetag überwältigten US-amerikanischen Marineeinheiten die Piraten und befreiten das Schiff.

## Technik
Der Typ 169 weist nahezu die gleichen Abmessungen wie der bis 2000 gebaute Typ 156 auf, allerdings besitzen seine Aufbauten ein zusätzliches Deck, wodurch die Brücke höher liegt und eine weitere Containerlage an Deck gestaut werden kann. Die Schiffe haben eine Gesamtlänge von 133,39 m (125,30 m Lpp), eine Breite von 18,70 m und eine Seitenhöhe von 9,30 m. Bei Ablieferung sind sie mit 6277 BRZ und 3250 NRZ vermessen worden. Ihre Tragfähigkeit beträgt rund 7970 dwt bei maximal 7,24 m Tiefgang. Die vorderen 47 m des Rumpfes, einschließlich des Vorschiffs und Bugs, wurden von der Mangalia-Werft aus Rumänien zugeliefert, die anderen Rumpfsektionen entstanden in Polen sowie auf der Sietas-Werft. Die Rümpfe sind für Fahrten in eisfreien Gewässern ausgelegt und nicht zusätzlich verstärkt.
Die Schiffe haben drei Laderäume, die mit hydraulischen Klapplukendeckeln verschlossen werden. In den Laderäumen befinden sich verstellbare Zellgerüste, die auf die jeweilige Länge der zu stauenden Container angepasst werden können. Der Typ 169 kann bis zu 735 20-Fuß-Standardcontainer (TEU) stauen, davon 206 TEU im Raum und 529 TEU an Deck. An Bord sind Anschlüsse für 104 Kühlcontainer vorhanden.
Die Schiffe werden von einem 6600 kW leistenden Achtzylinder-Viertakt-Schiffsdieselmotor des Typs MaK 8M43C angetrieben, der über ein Untersetzungsgetriebe auf einen Verstellpropeller wirkt. Für An- und Ablegemanöver verfügen sie über ein elektrisch angetriebenes Bugstrahlruder. Zur Stromerzeugung befinden sich zwei Dieselgeneratoren und ein Wellengenerator an Bord.

## Die Schiffe
| Sietas Typ 169                           | Sietas Typ 169 | Sietas Typ 169 | Sietas Typ 169                    | Sietas Typ 169                             | Sietas Typ 169 |
| Bauname                                  | Bau- nummer    | IMO- Nummer    | Kiellegung Stapellauf Ablieferung | Auftraggeber                               | Umbenennungen und Verbleib |
| ---------------------------------------- | -------------- | -------------- | --------------------------------- | ------------------------------------------ | --- |
| Pioneer Albatros                         | 1195           | 9242572        | 05.12.2000 28.03.2002 11.05.2002  | Quadrant Bereederungsgesellschaft, Hamburg | in Fahrt gesetzt als Gracechurch Star → 2008 Judith Borchard → 2009 Magellan Star → 2012 Conmar Cape → 2012 Sun Express → 2018 Boya → 2024 Banyas 2, so 2024 in Fahrt  |
| Pioneer Buzzard                          | 1196           | 9242584        | 06.12.2000 08.04.2002 08.06.2002  | Quadrant Bereederungsgesellschaft, Hamburg | in Fahrt gesetzt als Gracechurch Meteor → 2009 Pioneer Buzzard → 2012 Conmar Delta → 2018 Harbour Star, so 2024 in Fahrt                                               |
| Pioneer Eagle                            | 1197           | 9242596        | 05.12.2000 15.05.2002 27.06.2002  | Quadrant Bereederungsgesellschaft, Hamburg | in Fahrt gesetzt als Gracechurch Comet → 2009 Susan Borchard → 2010 Magellan Comet → 2012 Star Comet, so 2024 in Fahrt                                                 |
| Pioneer Falcon                           | 1198           | 9242601        | 07.12.2000 09.07.2002 07.09.2002  | Quadrant Bereederungsgesellschaft, Hamburg | in Fahrt gesetzt als Gracechurch Jupiter → 2008 Miriam Borchard → 2009 Magellan Jupiter → 2012 Star Jupiter → 2015 Conmar Lake → 2019 Harbour Galaxy, so 2024 in Fahrt |
| Pioneer Hawk                             | 1199           | 9242613        | 07.12.2000 15.08.2002 25.09.2002  | Quadrant Bereederungsgesellschaft, Hamburg | in Fahrt gesetzt als Gracechurch Planet → 2007 Charlotte Borchard → 2009 Magellan Planet → 2012 Star Planet → 2021 A Myoko → 2022 Harbour Horizon, so 2024 in Fahrt    |
| Daten: Marinetraffic, Miramar Ship Index |                |                |                                   |                                            | |